# Detlof von Winterfeld
Detlof von Winterfeld (* um 1537; † 1611) war kurfürstlich-brandenburgischer Rat, Johanniterkomtur und Landvogt der Neumark.

## Leben
Der Vater Jochim von Winterfeld war erbgesessener Herr auf Dallmin in der Prignitz und langjähriger Kammerjunker am mecklenburgischen Hofe, die Mutter war Catharina von Möllendorff. Detlof hatte mindestens vier Geschwister.
1549 wurde er noch als unmündig bezeichnet. Danach studierte er an der Universität in Frankfurt (Oder), dann kurzzeitig in Wittenberg, wo er unter anderem Philipp Melanchthon hörte, und anschließend in Heidelberg. 1557 begleitete er seinen Bruder Reimar nach Paris. Dort studierte er, anschließend in Orléans, danach an der Universität Padua und Universität Bologna Recht, in beiden jeweils etwa anderthalb Jahre. 1562 reiste er auf dem Rückweg durch die Niederlande.
Von 1563 an war Detlof von Winterfeld für den brandenburgischen Kurfürsten Joachim II. als kurfürstlicher Rat tätig. Er war an der Reform des Reichskammergerichts in Speyer beteiligt und reiste anschließend im kurfürstlichen Auftrage nach Preußen, Polen, zu Königswahlen, Reichstagen und weiteren wichtigen Missionen. Er vertrat die Interessen von Kaiser Maximilian bei der Königswahl in Polen, um Frankreichs Zugriff auf die Krone Polens zu verhindern. Detlof erreichte beim Kaiser zudem die Erbanwartschaften für das Kurfürstentum Brandenburg  auf Pommern, Sachsen, Hessen und Braunschweig. 1571 ernannte ihn der neue Kurfürst Johann Georg zum Komtur der Johanniterkommende Schivelbein und Landvogt von Schivelbein (und Dramburg). Von 1597 ist die erste Bezeichnung als Landvogt der Neumark erhalten.
Detlof von Winterfeld genoss das Vertrauen dreier brandenburgischer Kurfürsten. Er trug durch seine Missionen entscheidend dazu bei, dass die Hohenzollern durch eine geschickte Heiratspolitik ihr Kurfürstentum in den folgenden Jahrzehnten erheblich nach Westen und Osten erweitern konnten.
Detlof von Winterfeld starb 1611, die Leichpredigt vom 20. August ist erhalten und beschreibt einige seiner Lebensstationen.

## Nachkommen und Porträt
Detlof von Winterfeld war mit Maria von Oppen seit 1576 verheiratet.
Sie hatten mindestens dreizehn Kinder, darunter
- Georg von Winterfeld (1580–1657), Herrenmeister des Johanniterordens und Landvogt der Neumark.

Detlof (der Ältere) gilt als Stammvater einer Linie der Adelsfamilie von Winterfeldt, die bis in die Gegenwart besteht.
Von ihm ist ein lebensgroßes Porträt auf einem Totenschild in der Dorfkirche Dallmin erhalten.